# Enochrus affinis
Enochrus affinis är en skalbaggsart som först beskrevs av Carl Peter Thunberg 1794.  Enochrus affinis ingår i släktet Enochrus, och familjen palpbaggar. Arten är reproducerande i Sverige.